# یاماتو ترانسپورت
یاماتو ترانسپورت (انگلیسی: Yamato Transport) شرکت ترابری ژاپنی است، که در سال ۱۹۱۹ تأسیس شد.